# Patologias administrativas
Patologias administrativas é o termo usado no sentido de assemelhar uma organização ao corpo humano. Nesse contexto, a estrutura organizacional da empresa apresentaria diversos tipos de enfermidades que, se não medicadas em tempo hábil, irão se agravando e prejudicando os demais órgãos que com eles interagem.

## Principais patologias
A título de orientação, apresenta-se um resumo das dez doenças que, normalmente, ocorrem no "corpo empresarial".
- Empresa excessivamente organizada: tudo bem definido em seus mínimos detalhes, tarefas superdivididas, chegando a confundir com passos.
- Inexistência de instrumentos de formalização estrutural: ao contrário da situação anterior, todos ficam perdidos, os funcionários não conhecem perfeitamente as suas atividades, os clientes não sabem a quem se dirigir para a resolução dos problemas.
- Coordenação acumulativa - Ocorre quando existe um grande número de subordinados para uma só chefia
- Multicomando - Ocorre quando várias pessoas dão ordem a um mesmo setor ou funcionário.
- Falta e excesso de delegação de autoridade - Os dois problemas dificultam a vida da empresa, ou pela ausência de poderes de decisão nos escalões inferiores, ou por excesso de descentralização.
- Conjunção de atividades divergentes - Fato muito comum verificado em empresas que foram concebidas de forma empírica, onde atividades opostas e até conflitantes são alocadas a uma mesma chefia.
- Excesso de níveis hierárquicos - Ocorre em empresas verticalizadas, onde existe “muito cacique para pouco índio”
- Insegurança executiva ou "Trincheira de assessores" - Este fato acontece quando há um número excessivo de assessorias para uma mesma chefia.
- O chefe do chefe - Ocorre quando determinada chefia possui somente um órgão subordinado.

## Outros problemas de natureza diversa
- Estrutura organizacional obsoleta e antiquada;
- Indefinição de objetivos e metas e obscuridade das políticas e diretrizes;
- Tolerância à incompetência;
- Atividades e serviços supérfluos decorrentes das expectativas irreais dos clientes;
- Normas e rotinas administrativas e operacionais pesadas e inflexíveis;
- Procedimentos dos gerentes: defensivo e autoritário frente aos problemas mais simples;
- Incoerência entre o que foi planejado e o que está sendo executado.